# Глушко Юрій Косьмич
Ю́рій Косьмич Глушко́ (псевдонім Мова; 4 (16) квітня 1882, с. Нова Басань, Козелецький повіт, Чернігівська губернія, Російська імперія — 28 жовтня 1942, Київ, Райхскомісаріат Україна) — український громадський і політичний діяч, один із організаторів українського національно-культурного й громадського життя на Зеленому Клині.

## Біографія
Народився у с. Нова Басань Козелецького повіту Чернігівської губернії.
1896 року закінчив Жмеринське двокласне залізничне училище, а в 1899 — Київське технічне залізничне училище. За фахом технік.
Упродовж 1901–1903 років працював машиністом у Добровільному флоті, що забезпечував морські перевезення з Одеси до Владивостока. Пароплавами саме цієї компанії протягом 1883–1901 відбувалося перевезення морем переселенців з України на Зелений Клин.
У 1904–1907 роках працював на Східно-Китайській залізниці в Манчжурії.
1907 року після отримання диплому механіка торгового флоту працював у Владивостоці креслярем, техніком (1908–1910), а згодом — техніком на будівництві Владивостоцької фортеці (1911–1916). Із цього часу пов'язав своє життя з українським культурним життям у Владивостоці. Тоді ж почав уживати і свій творчий псевдонім — Юрій Мова (вперше зафіксований 1908).
На початку 1909 займався організацією у Владивостоці українського хору. Брав активну участь в організації Шевченківських свят (традиція їх проведення була покладена владивостоцькою студентською «Громадою» 1909 року), виступаючи як їхній режисер і артист-декламатор. Виступав як актор і режисер в українських виставах, влаштованих студентською «Громадою», а після її ліквідації — напівлегальним «Українським гуртком», що утворився при місцевому Народньому Домі. Його дописи про українське культурне та громадське життя на Зеленому Клині друкували на шпальтах київської газети «Рада». Так само брав активну участь у роботі «Просвіти» міста Уссурійська.
Восени 1916 був мобілізований на Кавказький фронт, де перебував як технік до початку 1918 року. Тому революційний розвиток українського національного руху на Далекому Сході розпочався без нього. Та після повернення в січні 1918 року до Владивостоку він поринув у вир місцевого українського громадського та культурного життя. Активно залучився в діяльність товариства «Просвіта» у Владивостоці, яке тоді лише формувалося.
30 січня 1918 року — обраний від «Просвіти» членом комісії з опрацювання статуту Владивостоцької Української окружної ради, створюваної на той час.
19 березня 1918 — обраний головою ради владивостоцької «Просвіти» (працював як член її шкільної, видавничої, лекційної та музичної комісій). Незабаром очолив Владивостоцьку Українську окружну раду, а трохи пізніше його було обрано головою 3-го Українського Далекосхідного з'їзду (Хабаровськ, 7-12 квітня 1918). Цей з'їзд звернувся до українського уряду з проханням вимагати від уряду РРФСР визнання Зеленого Клину частиною України на підставі принципу самовизначення народу, який складав там переважну більшість населення. Згодом ініціював 4-й (Надзвичайний) Український Далекосхідний з'їзд (Владивосток, 25 жовтня — 1 листопада 1918), на якому був обраний головою Українського Далекосхідного Секретаріату.
Під його проводом навесні 1919 року у Владивостоці створено 1-й Ново-Запорізький курінь вільного козацтва.
20 червня 1919 заарештований колчаківською владою за активну українську діяльність. Не маючи звинувачень проти голови Українського секретаріату, керівник колчаківської адміністрації генерал Розанов наказав заслати його на Камчатку. Але перед самим засланням помер син Юрко, i Ю.Глушка випустили для участі у похованні дитини. Після цього він переховувався аж до антиколчаківського перевороту, що стався у Владивостоці 31 січня 1920 року.
Вдруге заарештований разом із групою провідних діячів і активістів українського руху 5 листопада 1922 року після захоплення Владивостока більшовиками. Заарештованих перевезено до столиці Далекосхідної Республіки м. Чита, де вони рік перебували у в'язниці.
Один із понад 200 обвинувачених на Читинському процесі, на якому засуджений 13 січня 1924 року до 3 років позбавлення волі за антирадянську діяльність та «намагання відірвати Далекий Схід від РСФРР і злучити з Японією».
Після ув'язнення працював майстром на будівництві шляхів в Читинський області, начальником пошукової партії в Таджикистанi.
1930 року нелегально повернувся в Україну, в Київ (ймовірно, не під своїм прізвищем), де навчався на Київських інженерних курсах Харківського автошляхового інституту, здобув фах інженера-будівельника шляхів.
Упродовж 1939–1941 роках перебував на різних інженерних посадах у будівельних організаціях.
Восени 1941 року брав участь в роботі Української Національної Ради в Києві, після арешту її провідних членів залишився без засобів до існування в окупованому німцями місті.
Помер восени 1942 року не так від старості, як від безробіття й голоду.
Похований на Лук'янівському цвинтарі.
Словесний портрет Юрія Косьмича в останні місяці його життя залишила українська письменниця Докія Гуменна:
| Це був дуже високий, ставний і стрункий старий сивий чоловік... Не був опущений, а навпаки вражав на тодішньому тлі своєю елегантністю, артистичністю. Випрасуваність, чистота, добірна увага до своєї зовнішности й навіть чорний метелик під шиєю. Риси обличчя дуже аристократичні і, на диво, не вдіяла нічого старість із його красою. |
та Київський міський голова під час окупації Леонтій Форостівський, на той час голова Софіївської управи:
| ... робив з першого знайомства враження прямої, чесної, скромної особи й свідомого українця-соборника. |

## Творчість
Беручи активну участь у громадсько-політичному житті, Ю. Глушко продовжував свою творчу діяльність, виступав як артист та режисер українських вистав, брав участь у Шевченківських святах, виступав з рефератами та декламаціями.
Автор «Підручника акторові» (Владивосток, 1918) і віршів, з яких збереглися, на жаль, лише два.

## Вшанування пам'яті
19 квітня 2012 року благодійним фондом «Героїка» на могилі Глушка було урочисто відкрито новий пам'ятник — козацький хрест. На церемонії був присутній онук Юрія Глушка, жертводавці, громадські активісти та пересічні кияни. У пам'ять про Юрія Глушка та його дочку Наталку, яка похована разом з батьком, лунали псалми кобзаря Сергія Нечипуренка, котрий виконав їх на старосвітській кобзі.
Упродовж 10 серпня — 10 жовтня 2018 року відбувалося громадське обговорення проєкту перейменування вулиці Подвойського в Києві на вулицю Юрія Глушка..